# الفضل بن عبد الله العيوني
أَبُو مُحَمَّدٍ الْفَضْلُ بْنُ عَبْدِ اللَّٰهِ الْعُيُونِيُّ هو ابن عبد الله بن علي العيوني مؤسِّسُ الدولة العيونية في الأحساء وأمير القطيف وأوال في عهد والده، وساهم في حملات عسكرية لتوسعة نفوذ الدولة العيونية في أوال ضد آل عياش.

### فهرس المراجع
1. ↑  المديرس (2002)، ص. 214.
2. ↑  خليل (2006)، ص. 130.

### بيانات المراجع
الكُتُب مُرتَّبة حَسب تاريخ النَّشر
- عبد الرحمن بن مديرس المديرس (2002). الدولة العُيُونيَّة في البَحْرَيْن: 469-636هـ/1076-1238م. الرياض: دارة الملك عبد العزيز. ISBN:9960-693-81-3. LCCN:2003346798. OCLC:52358413. OL:20126399M. QID:Q118072568.
- محمد محمود خليل (2006). تاريخ الخليج وشرق الجزيرة العربية المسمى إقليم البحرين: في ظل حكم الدويلات العربية (العيونيين-العصفوريين-بني جروان-سلطنة هرمز-الجبور) (ط. 1). القاهرة: مكتبة مدبولي. ISBN:977-208-592-5. LCCN:2006308817. OCLC:70634495. OL:16272475M. QID:Q118669529.